# Manchester City WFC
A Manchester City Women's Football Club női labdarúgó szakosztálya 1988-ban alakult. Az FA Women's Super League résztvevője.

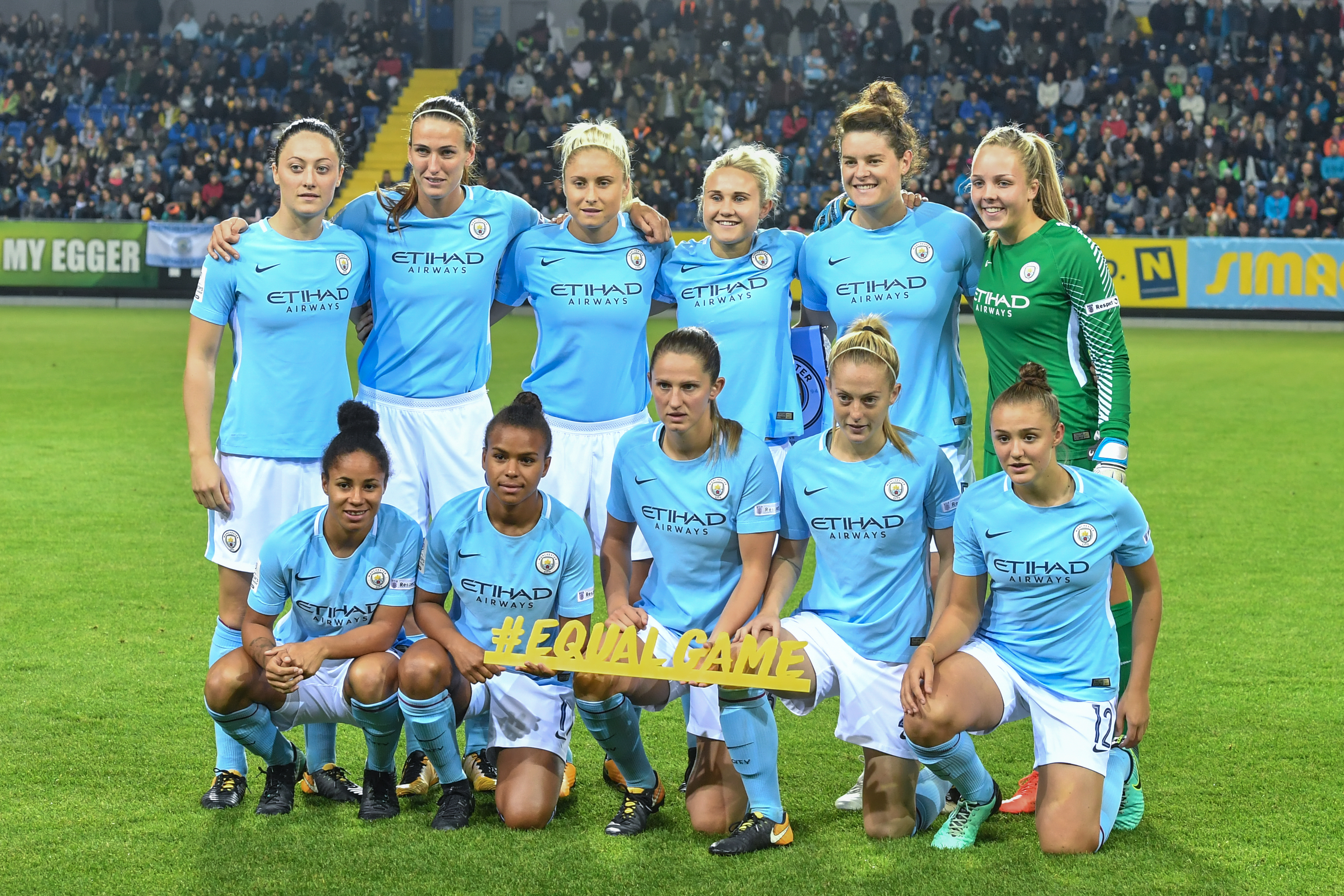
2017-ben a St. Pölten elleni Bajnokok Ligája mérkőzésen.
Felső sor, balról: Megan Campbell, Jill Scott, Isobel Christiansen, Steph Houghton, Jennifer Beattie, Ellie Roebuck.
Alsó sor, balról: Demi Stokes, Nikita Parris, Abbie McManus, Keira Walsh, Georgia Stanway.

## Története
A Manchester City Ladies Football Club 1988 novemberében jött létre, egy évvel később pedig nevezésüket követően a North West Women's Regional Football League bajnoki sorozatában vehettek részt. Első szezonjukban ugyan egyenlőtlen erőviszonyokkal szembesült az együttes, mégis sikerült a középmezőnyben helyet foglalniuk.
A klub folyamatos fejlődésével sikerült a régió egyik legismertebb gárdájává válniuk, azonban komoly anyagi problémákkal kellett szembenézniük, miután a férficsapat kiesett a Premier League-ből. A részlegnek nyújtott támogatás csökkent, a pályán kialakult rossz körülmények, valamint a játékoshiány végett pedig a női csapatot egyesítették a Stockport County Ladies csapatával. Ekkor került a klub Derek Heath irányítása alá, aki új játékosok bevonásával bővítette, majd létrehozta utánpótlás csapatát, melyet sikeres szervezésének köszönhetően újra a Manchester City patronált. A Manchester City Ladies névre keresztelt alakulat magabiztosan, veretlenül abszolválta szezonját és 1998-ban feljutottak a regionális bajnokság legfelsőbb szintjére. 1999-ben ugyan lemaradtak a bajnoki címről, de egy évvel később 1999–2000-ben megnyerték a pontvadászatot, ráadásként pedig a rájátszásban legyőzték a Barnsley csapatát, így első ízben léphettek ki az országos porondra.
Miután megnyerték a harmadosztály északi csoportját a 2000–2001-es szezonban, már az másodosztályban bizonyíthattak az égszínkékek, amely elég komoly kihívás elé állította az együttest, ugyanis rendszerint az utolsó fordulókban kerülték el a kiesést. 2007-től a klub már a liga egyik esélyesévé vált és több alkalommal is ostromolta a dobogó legfelsőbb fokát.
2014-ben csatlakozott a Women's Super League-hez, amire már Manchester City Women's Football Club néven, számos válogatott játékos szerződtetésével készültek fel. Első idényükben az 5. helyezéssel kellett megelégedniük, azonban a kupában az Arsenal elleni győzelemmel első ligakupa győzelmüket ünnepelhették. Bajnoki ezüstérmet és európai kupaindulást érdemeltek ki a 2015-ös szezonban, majd a következő szezonokban a Manchester City az angol női labdarúgás egyik meghatározó csapatává vált.
A 2016-os sorozatban veretlenül nyerték meg történetük során első alkalommal a bajnokságot, az évtized végére pedig két FA-kupát és további két ligakupát abszolváltak. A bajnokságban azonban nem sikerült a csúcsra jutniuk, hiszen a nagy riválisokkal szemben sorra elbuktak, vagy a szezon elején több esetben is elhullajtott pontokkal behozhatatlan hátrányt halmoztak fel az idény hátralévő részére. Öt bajnoki ezüstérmet szereztek és a 2021–2022-es kiírás végeztével komoly játékosmozgás vette kezdetét. Karen Bardsley, Jill Scott és Ellen White visszavonulása mellett Janine Beckie, Karima Benameur, Lucy Bronze, Caroline Weir, Georgia Stanway és Keira Walsh is távozott, azonban némi meglepetésre a Steph Houghton által vezényelt gárda a tabella 3. helyén zárta a 2022–2023-as évadot.

## Játékoskeret
2024. augusztus 19-től
| #  |     | Poszt | Név              |
| -- | --- | ----- | ---------------- |
| 22 | SCO | K     | Sandy MacIver    |
| 31 | JPN | K     | Jamasita Ajaka   |
| 35 | ENG | K     | Khiara Keating   |
| 40 | ENG | K     | Katie Startup    |
| 2  | JPN | V     | Simizu Risza     |
| 3  | ENG | V     | Naomi Layzell    |
| 4  | ESP | V     | Laia Aleixandri  |
| 5  | ENG | V     | Alex Greenwood   |
| 14 | AUS | V     | Alanna Kennedy   |
| 15 | ESP | V     | Leila Ouahabi    |
| 18 | NED | V     | Kerstin Casparij |
| 26 | IRL | V     | Tara O'Hanlon    |

| #  |     | Poszt | Név                    |
| -- | --- | ----- | ---------------------- |
| 28 | ENG | V     | Gracie Prior           |
| 7  | ENG | KP    | Laura Coombs           |
| 10 | NED | KP    | Jill Roord             |
| 19 | ENG | KP    | Laura Blindkilde Brown |
| 25 | JPN | KP    | Haszegava Jui          |
| 6  | NED | CS    | Vivianne Miedema       |
| 8  | AUS | CS    | Mary Fowler            |
| 9  | ENG | CS    | Chloe Kelly            |
| 11 | ENG | CS    | Lauren Hemp            |
| 16 | ENG | CS    | Jess Park              |
| 20 | JPN | CS    | Fudzsino Aoba          |
| 21 | JAM | CS    | Khadija Shaw           |

### Kölcsönben
| #  |     | Poszt | Név                                               |
| -- | --- | ----- | ------------------------------------------------- |
| 12 | ENG | K     | Eve Annets (kölcsönben a Portsmouth-nál)          |
| 17 | ENG | CS    | Poppy Pritchard (kölcsönben a Crystal Palace-nél) |

## Korábbi híres játékosok
| - Karen Bardsley - Gemma Bonner - Lucy Bronze - Isobel Christiansen - Toni Duggan - Steph Houghton - Ruby Mace - Abby McManus - Esme Morgan - Nikita Parris - Ellie Roebuck - Jill Scott - Georgia Stanway - Demi Stokes - Ella Toone - Keira Walsh - Ellen White - Abby Dahlkemper - Rose Lavell - Carli Lloyd - Sam Mewis | - Hayley Raso - Tessa Wullaert - Nadia Nadim - Karima Benameur - Megan Campbell - Janine Beckie - Emma Lipman - Pauline Bremer - Julie Blakstad - Jennifer Beattie - Claire Emslie - Jane Ross - Caroline Weir - Vicky Losada - Filippa Angeldahl - Kosovare Asllani - Julia Spetsmark - Betsy Hassett - Deyna Castellanos - Natasha Harding |

## Sikerek
- Angol bajnok (1):
  - 2016
- Angol kupagyőztes (2):
  - 2017, 2019
- Angol ligakupa (3):
  - 2014, 2016, 2019
- FA Women's Premier League Northern Division (1):
  - 2011–12
- Northern Combination Women's Football League (1):
  - 2000–01

## Nemzetközi kupaszereplések
| Szezon  | Forduló      | Csapat           | Otthon | Idegenben | Össz. |
| ------- | ------------ | ---------------- | ------ | --------- | ----- |
| 2016–17 | Legjobb 32   | Zvezda-2005      | 2–0    | 4–0       | 6–0   |
| 2016–17 | Legjobb 16   | Brøndby          | 1–0    | 1–1       | 2–1   |
| 2016–17 | Negyeddöntők | Fortuna Hjørring | 1–0    | 1–0       | 2–0   |
| 2016–17 | Elődöntők    | Olympique Lyon   | 1–3    | 1–0       | 2–3   |
| 2017–18 | Legjobb 32   | Sankt Pölten     | 3–0    | 3–0       | 6–0   |
| 2017–18 | Legjobb 16   | Lillestrøm       | 2–1    | 5–0       | 7–1   |
| 2017–18 | Negyeddöntők | Linköping        | 2–0    | 5–3       | 7–3   |
| 2017–18 | Elődöntők    | Olympique Lyon   | 0–0    | 0–1       | 0–1   |
| 2018–19 | Legjobb 32   | Atlético Madrid  | 0–2    | 1–1       | 1–3   |
| 2019–20 | Legjobb 32   | Lugano           | 4–0    | 7–1       | 11–1  |
| 2019–20 | Legjobb 16   | Atlético Madrid  | 1–1    | 1–2       | 2–3   |
| 2020–21 | Legjobb 32   | Göteborg FC      | 3–0    | 2–1       | 5–1   |
| 2020–21 | Legjobb 16   | Fiorentina       | 3–0    | 5–0       | 8–0   |
| 2020–21 | Negyeddöntők | Barcelona        | 2–1    | 0–3       | 2–4   |
| 2021–22 | 2. forduló   | Real Madrid      | 0–1    | 1–1       | 1–2   |
| 2022–23 | 1. forduló   | Tomürisz-Turan   | 6–0    | 6–0       | 6–0   |
| 2022–23 | 1. forduló   | Real Madrid      | 0–1    | 0–1       | 0–1   |